# 小列嶼
小列嶼，又稱大柴面礁，為台灣澎湖縣白沙鄉的一個島嶼，面積約0.0019平方公里。島嶼位置在吉貝嶼西北方處約三公里。該島最高處為5公尺。島周圍因多暗礁，故於島上設有二座導航標識燈。